# Puster-völgy
A Puster-völgy vagy Pusteria-völgy (németül: Pustertal, olaszul: Val Pusteria, ladin nyelven Val de Puster) egy alapvetően kelet-nyugati fekvésű alpesi völgy a Keleti-Alpokban. Keleti szakasza Ausztriában, Kelet-Tirol régióban, nagyobbik, nyugati része 1919 óta Olaszországban, Dél-Tirolban fekszik. Az államhatárt Arnbach - Vierschach között lépi át. Keleti (ausztriai) szakaszán a Dráva folyik keleti irányban Lienz felé, nyugati (dél-tiroli) szakaszán a Rienz (Rienza) folyik nyugati irányban, Brixen (Bressanone) felé. Vízválasztója a Toblach mellett kiszélesedő fennsíkon, a Toblachi-mezőn (más néven Toblachi-nyeregben) van. Fontos nemzetközi kereskedelmi főútvonal.

## Földrajzi fekvése

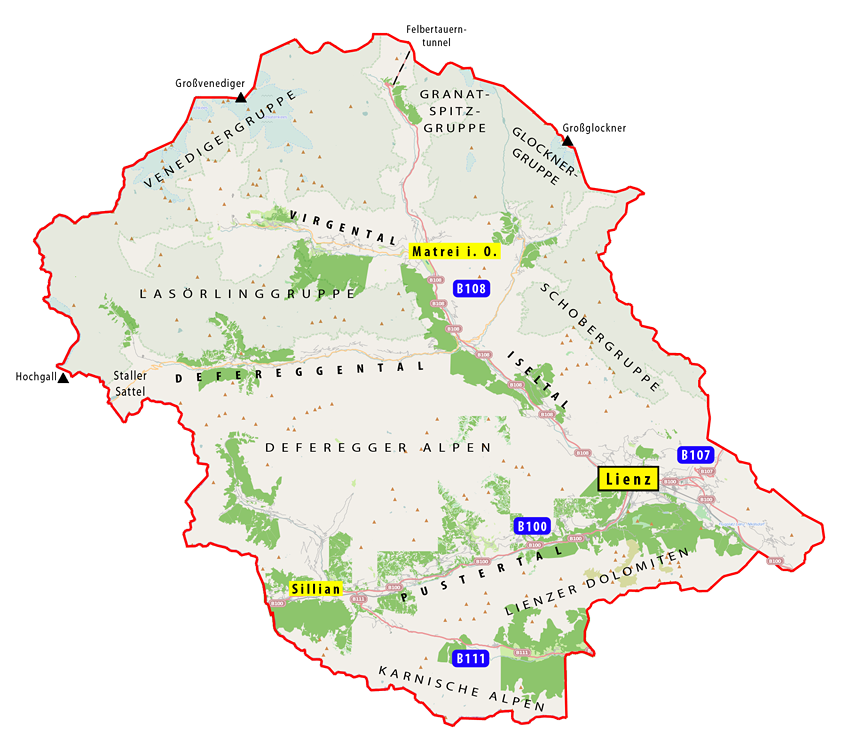
Kelet-Tirol hegycsoportjai és völgyei

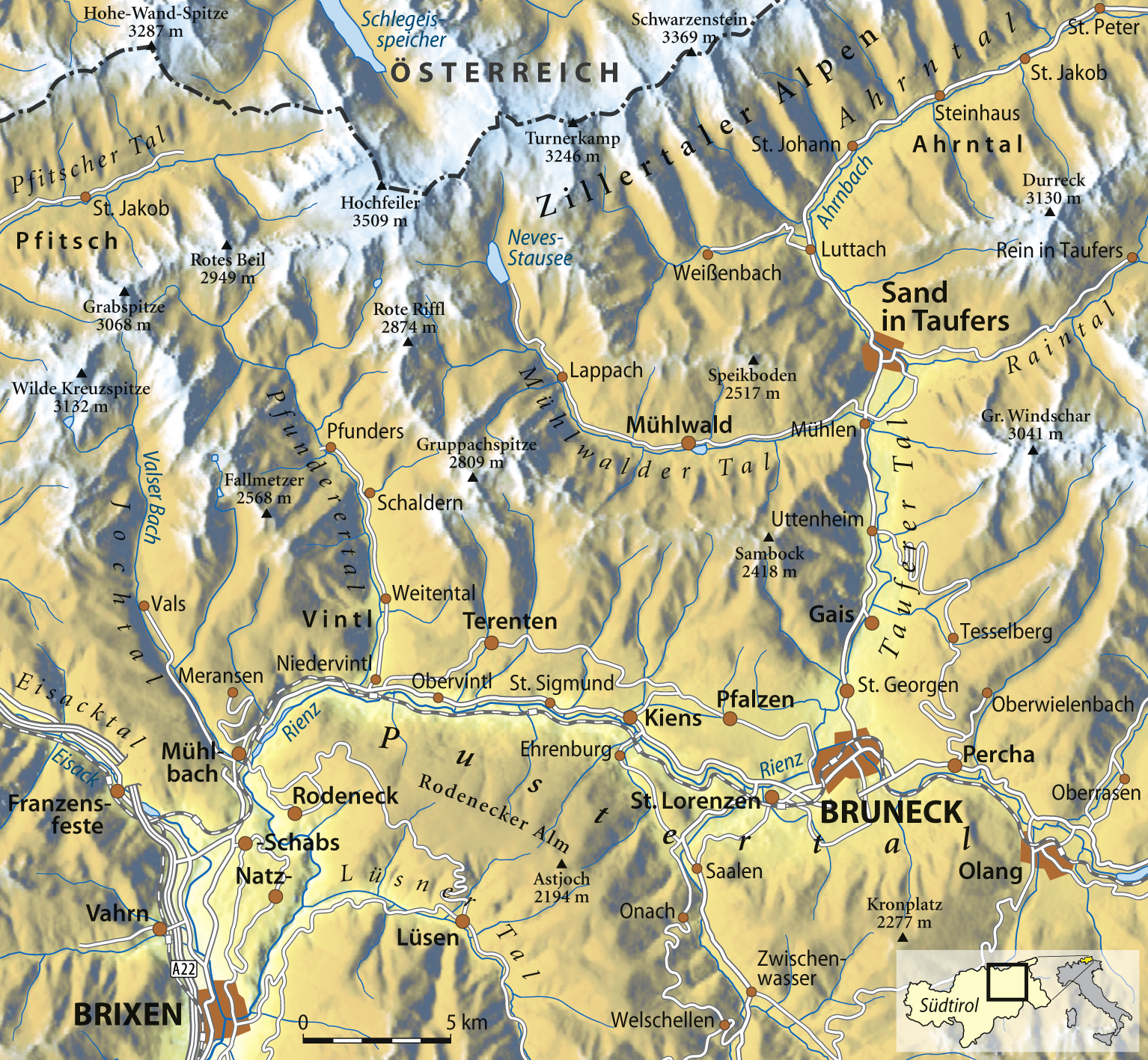
A Puster-völgy nyugati szakasza

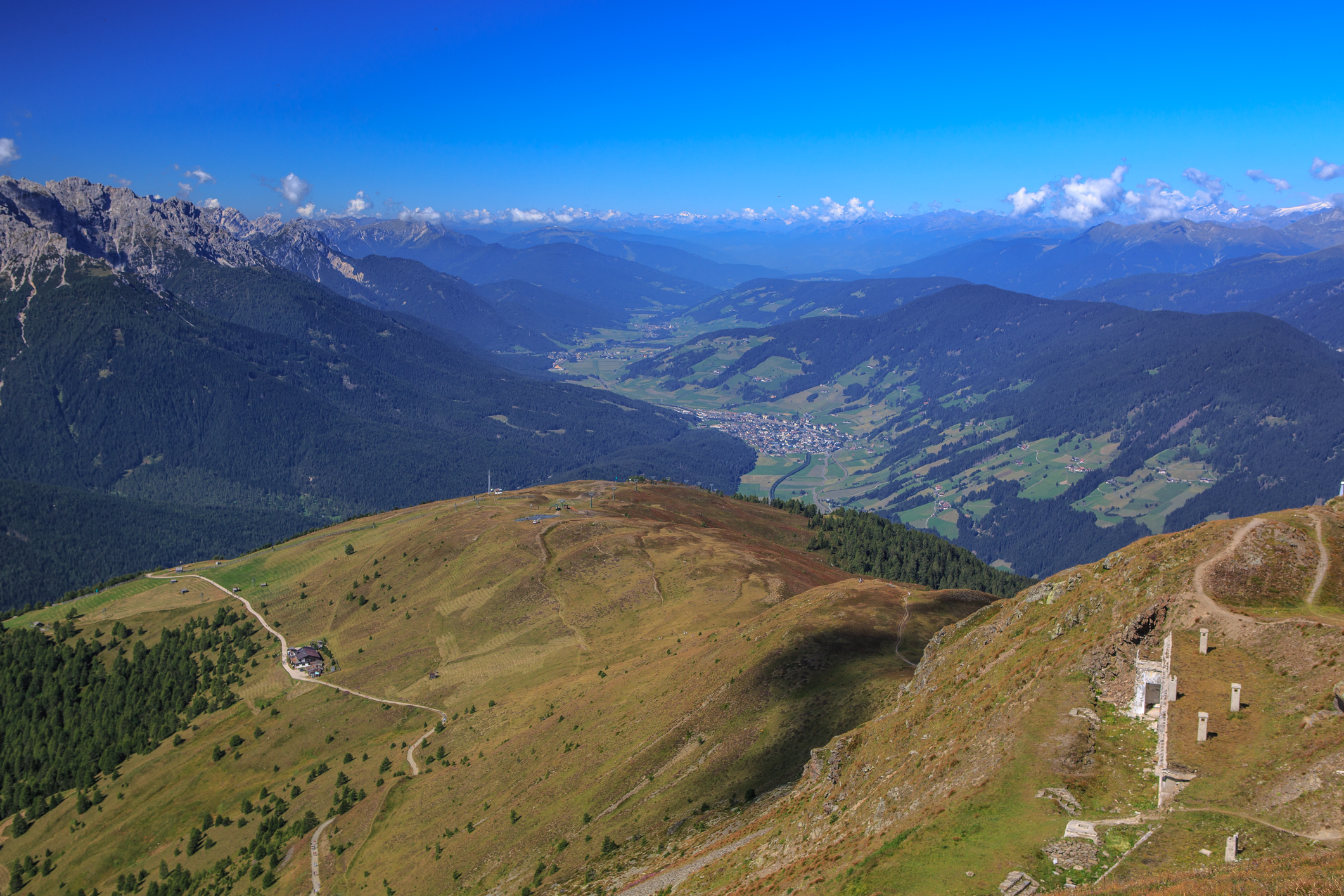
A nyugati Puster-völgy a Helm csúcsáról (Innichen, Toblach)

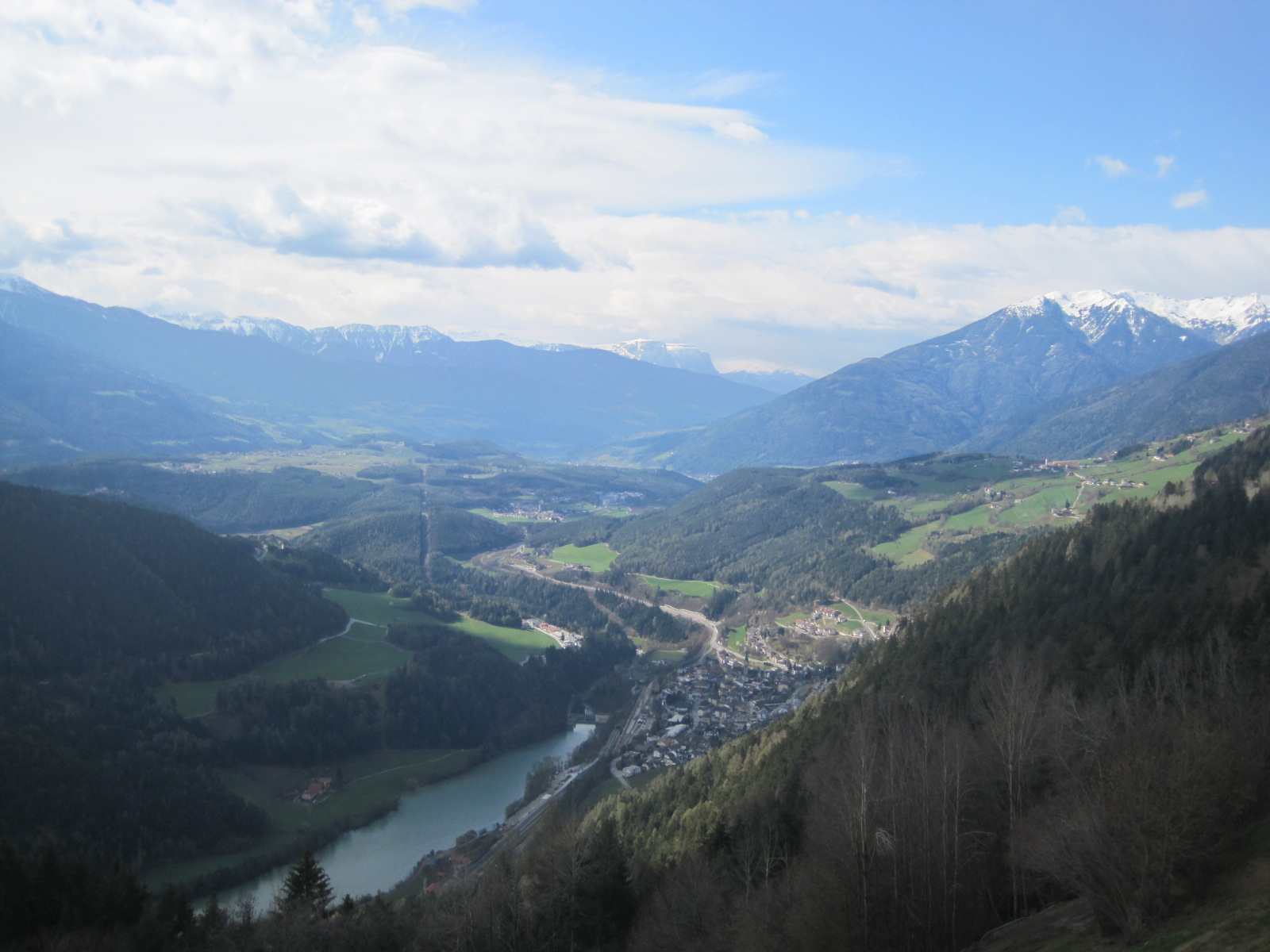
A völgy nyugati vége Mühlbachnál (Rio di Pusteria)

A Puster-völgy egy kelet-nyugat-irányban futó alpesi völgy a történelmi Tirol területén, nagyjából a Magas-Tauern és a Dolomitok hegycsoportjai között. Földtanilag a Periadriai lineamens nevű geológiai törésvonal része, amely a Déli-Alpokot elválasztja a Középső-Keleti-Alpoktól (egyben elválasztja a Mészkőalpokat a középső gneisz-masszívumoktól és palahegységektől is). (E törésvonal messzi keleti folytatásában fekszik a Balaton is.)
A hosszú, sok mellékvölgyet felvevő Puster-völgyet északról a Középső-Keleti-Alpokhoz tartozó Magas-Tauern csoportjai, keletről nyugat felé haladva a Defereggeni-Alpok, Villgrateni-hegység és a Ziller-völgyi Alpok szegélyezi.
Délről a Déli-Mészkőalpok csoportjai, keletről nyugat felé a Lienzi-Dolomitok, a Gail-völgyi Alpok, majd a Dolomitok északi csoportjai, a Karni-Alpok északi vége (Helm), a Sexteni-Dolomitok, a Pragsi-Dolomitok, a Kronplatz és a Puez-Geisler hegycsoport határolja.
Nyugati része, a vízválasztóval együtt 1919 óta Olaszországhoz tartozik. E szakasz Trentino-Alto Adige régió Bolzanó megyéjében, azaz Dél-Tirolban fekszik. Az Ausztriában maradt keleti völgyszakasz Tirol exklávéjának, Kelet-Tirolnak (azaz Tirol Lienzi járásának) területén fekszik.
Vízrajzát tekintve a völgy nem egybefüggő vízgyűjtő területet képvisel. A völgy két szakasza két különböző folyó, a Dráva és Rienz vízrendszeréhez tartozik. A folyók a két völgyszakaszban egymástól távolodó irányokban folynak. A két völgyszakasz közös, legmagasabb pontja, a vízválasztó a dél-tiroli Toblach (Dobbiaco) körüli széles, lapos háton, az ún. Toblachi-mezőn vagy Toblachi-nyeregben (Toblacher Feld / Toblacher Sattel) található. Itt ered a Dráva folyó, amely Toblachtól kelet-északkeleti irányba kanyarodik, átfolyik Innichen (San Candido) városán, Vierschachnál átlép az ausztriai Kelet-Tirolba. Sillian-nál a Dráva kilép a periadriai törésvonalból (mely a Gail-völgyben folytatódik kelet felé), majd Mittewald és Anras érintésével Lienzbe érkezik. A Puster-völgynek ez az ausztriai része a Dráva-völgy (Drautal) legfelső szakasza, melyet északról a Villgrateni-hegyek és a Defereggeni-Alpok, délről a Lienzi-Dolomitok csoportja határol. A Puster-völgy keleti határának a Lienzi-hegyszorost (Lienzer Klause) tekintik, amely Lienz déli peremén, Leisach községnél fekszik. A Lienzi-medencébe érkező Dráva felveszi a balról (északnyugatról) beletorkolló Isel folyó vizét, innen a Dráva-völgy kelet felé folytatódik Villach, majd Szlovénia, Horvátország és Magyarország felé. A Dráva Eszéktől délre a Dunába ömlik, vize a Fekete-tengerbe jut.
A keleti, ausztriai völgyszakaszt, gyakran beleértve a toblachi vízválasztóig terjedő dél-tiroli szakaszt is, igen gyakran Felső-Puster-völgynek (németül: Hochpustertal, olaszul: Alta Pusteria) is nevezik.
A Puster-völgy nagyobbik, nyugati része is a Toblachi-mezőnél kezdődik. Itt lép be a Puster-völgybe dél felől a Rienz (Rienza) folyó, amely a Sexteni-Dolomitokban, a Drei Zinnen lábánál ered, és a Höhlenstein-völgyben (olaszos nevén Landro-völgyben) tart észak felé. Toblachnál a Rienz nyugat felé kanyarodik, a folyó völgye alkotja a Puster-völgy nyugati szakaszát. A völgy nyugati határának a Mühlbachi-hegyszorost (Mühlbacher Klause) tekintik, Mühlbach (Rio di Pusteria) községnél. Ettől nyugatra, Brixennél (Bressanone) a Rienz az Eisack (Isarco) folyóba torkollik.
Az Eisack vize az Etsch (Adige) folyón keresztül az Adriai-tengerbe kerül. A Toblachi-mező tehát jelentős vízválasztót képez annak ellenére, hogy sima, jellegtelen domborzatát szemlélve semmi jel nem utal erre.
A Rienz folyó legfontosabb mellékvizei az Antholzi-patak, az Ahr folyó, a Pragsi-patak, Gsiesi-patak, a Gader, a Pfunderi-patak és a Lüsen-patak. Legnagyobb mellékvölgye a Tauferi Ahr-völgy (Tauferer Ahrntal). A Dráva folyó legnagyobb mellékvizei (a puster-völgyi szakaszon) a Sexteni-patak (Sextner Bach) és a Villgraten-patak (Villgratenbach).

## Közigazgatása
A Puster-völgy helységei 750–1180 m tengerszint feletti magasságban fekszenek. A legfontosabb települések (keletről nyugatra haladva): a keleti Puster-völgyben, Ausztriában Mittewald és Sillian, Olaszországban Innichen (San Candido), a nyugati Puster-völgyben Toblach Dobbiaco), Welsberg-Taisten Monguelfo-Tesido), Olang (Valdaora) és Bruneck (Brunico).
A mai köznyelvben Puster-völgy alatt sokszor csak a völgy olaszországi, dél-tiroli szakaszát értik. E völgyszakasz községei (a becsatlakozó mellékvölgyek helységeivel együtt) közösen alkotják az 1969-ben megszervezett „völgyszövetséget” vagy Puster-völgyi kerületet (németül: Bezirksgemeinschaft Pustertal, olaszul: Comunità comprensoriale Val Pusteria, ladin nyelven Comunité comprensoriala Val de Puster.)

## Nevének eredete
Az első, aki a völgy nevét a szláv „pust” (puszta, kietlen) szóból vezette le, Ignaz Paprion silliani pap-történész (1752–1812) volt. Véleményét 19. századi osztrák történészek, így Joseph von Hormayr (1782–1848) és Franc Miklošič (1813–1891) is osztották.
Karl Finsterwalder 20. századi innsbrucki történész ezzel szemben egy kelta néptörzs, a noricumi Saevates (Sevaces) fejedelmének, Busturusnak nevéből eredezteti a völgy nevét.
Heinz-Dieter Pohl osztrák nyelvtudós (*1942) is elveti a név szláv eredetét azon az alapon, hogy a szlávok sosem nyomultak ilyen messzire nyugat felé. A szláv betelepülés nyugaton csak a Lienzi-hegyszorosig (Lienzer Klause) terjedt.
Az írott formában először 974-ben megjelenő Pustrissa / Pustrussa névnek is kelta eredetet tulajdonítanak, hasonlóan Innichen nevéhez („Indius földje”). A kelta helynevekben az „-issa” végződést a birtokos személynevéhez fűzték. (Pl. a svájci Vindonissa, „Vindonos földje”, ma Windisch). A szerzők a völgy kelta nevét a Pagus Pustrissa („Busturus földje”) kifejezésre vezetik vissza.

## Történelme
A Puster-völgy legmagasabban fekvő szakasza, a Dráva és a Rienz völgyeinek találkozásánál fekvő Toblachi-mező (vagy Toblachi-nyereg) már a korai népvándorlások korában, 590–600 között néptörzsek összecsapásának színhelyévé vált. I. Tasziló bajuvár herceg délkelet felé próbálta kiterjeszteni hatalmát, de törekvését a vele ellentétes irányban terjeszkedni akaró karantánok („alpesi szlávok”) megállították. 769-ben III. Tasziló bajor herceg a Toblachi mezőtől keletre megalapította az Innicheni apátságot, Kienbergi Atto apát vezetése alatt, a szlávok megtérítésének szándékával. 783-ban, amikor Atto a bajorországi Freising püspöke lett, az apátság és környéke a freisingi egyházfejedelemség (Hochstift Freising) birtokába került, és az is maradt egészen 1803-ig, a Német-római Birodalom szekularizációjáig.
788-ban, Nagy Károly uralkodása alatt a Bajor Hercegséget egyesítették a Frank Birodalommal, és megszervezték a Puster-völgy  (Gau Pustertal / Pustrissa) nevű birodalmi grófságot. Ez nyugaton a mühlbachi hegyszorosban kezdődött, Brixentől északra, és keleten a Kristeiner-patakig terjedt, mely abban a korban a ladin nyelvű és a vend (Windisch) nyelvű törzsek szállásterületeinek határát jelentette (ma Anras és Assling községek határa). A Gau Pustrissa területe kiterjedt a Puster-völgyre és mellékvölgyeire.

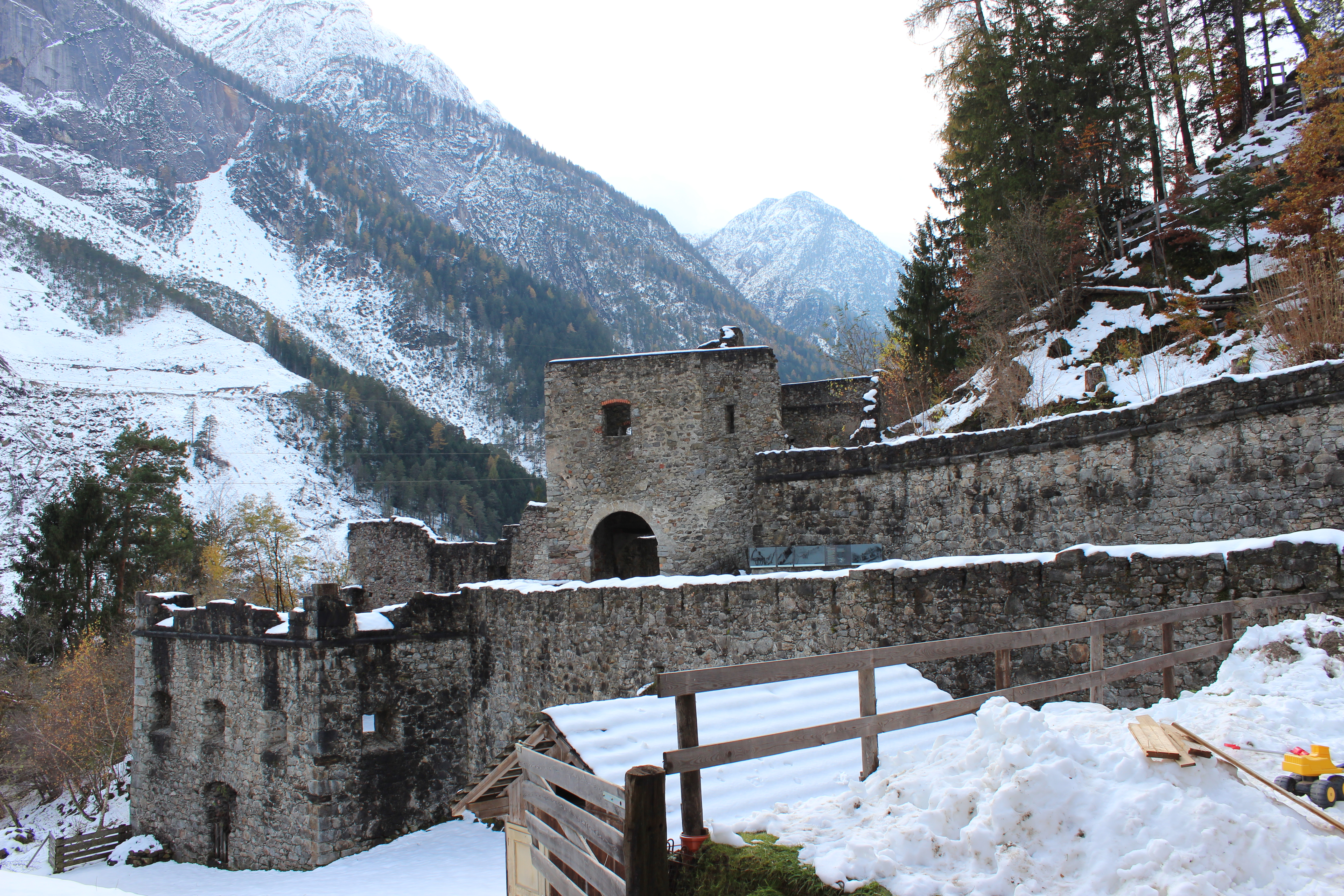
A völgy keleti végét, a Lienzi-hegyszorost őrző vár romjai

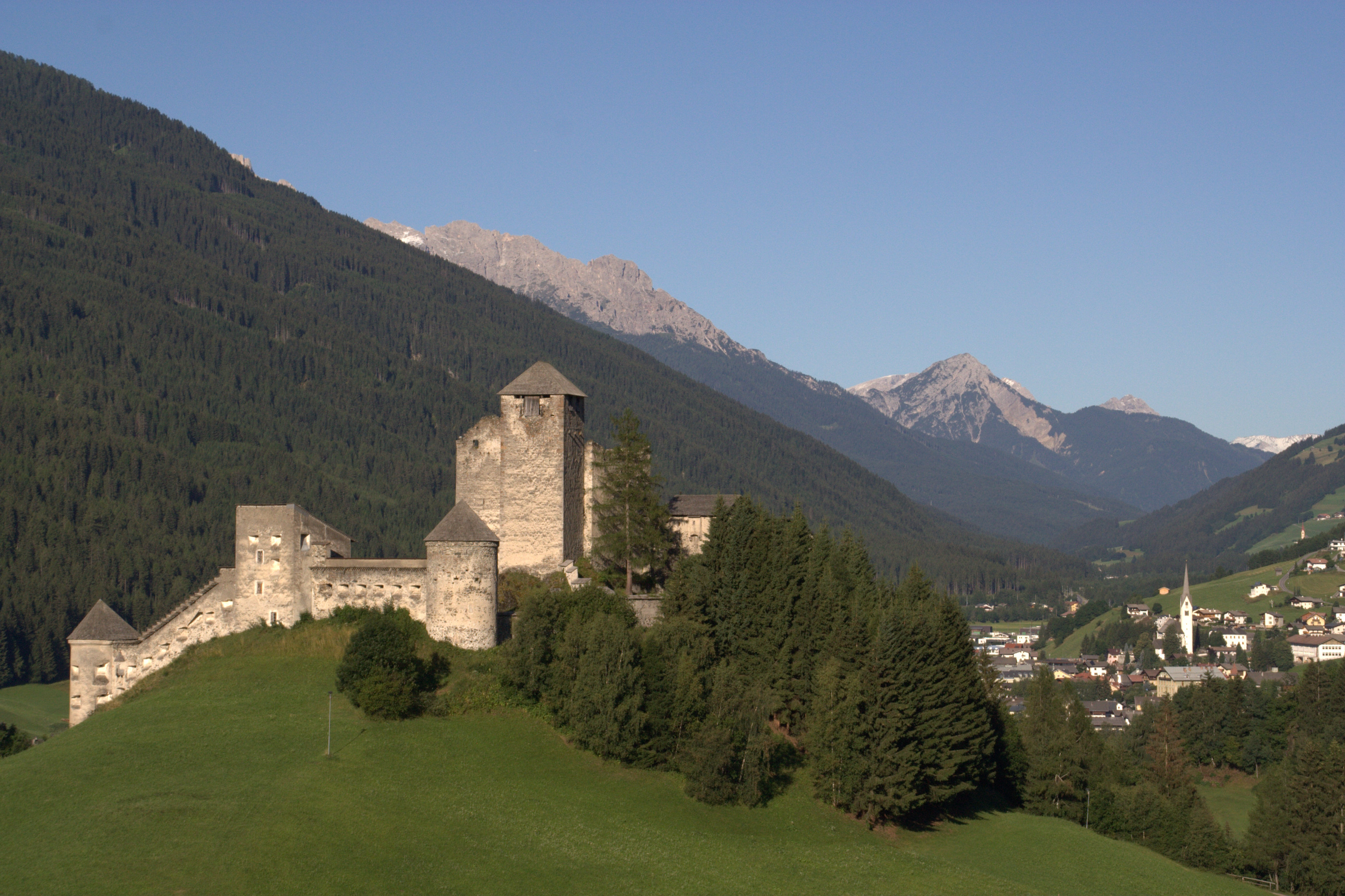
Heinfels vára a Dráva-völgyben

A Puster-völgyi Grófság egyik ismert birtokosa a Sieghardingi-házból származó IV.  Engelbert, Chiemgau grófja (990–1040) volt, tőle veje, I. Spanheimi Siegfried gróf († 1065) kapta meg. Spanheimi Siegfried fia, I. Engelbert gróf az invesztitúraharcban a császár ellen lépett fel, emiatt 1091-ben IV. Henrik német-római császár elvette tőle, és Brixen püspökeinek adományozta a grófságot, amely ekkor már a Mühlbachi-hegyszorostól a Lienzi-hegyszorosig terjedt.
VI. Andechs-i Ottó (1132–1196), Brixen püspökévé választásakor (1165-ben) bátyjának, III. Andechs-i Bertholdnak, Andechs grófjának (1115–1188) hűbérbe adta a Puster-völgyi Grófságot és annak nyugati szomszédját, a Nori-völgyi Grófságot. Az Andechs-i grófi ház kihalása (1248) után a Puster-völgyi Grófság Tirol grófjainak birtokába jutott.
1253-ban kihalt a középkori Tiroli-ház. Tirol utolsó grófjának, III. Albertnek veje, I. Meinhard görzi gróf örökölte (más birtokok mellett) a Puster-völgyet is. Az ő halála (1258) után fiai, II. Meinhard és Albert 1271-ben felosztották egymás között apjuk birtokterületeit. Meinhard maradt Görz grófja, Albert lett Tirol grófja, hozzá került a Puster-völgy is. A Meinhardiak tiroli ága 1369-ben Tiroli Margit grófnővel (1318–1369) kihalt. A grófnőt rokonai a „Maultasch” (nagyszájú, rossz erkölcsű) gúnynévvel ruházták fel, mert gyermektelen fiának korai halálakor, 1363-ban öröklési szerződést kötött Habsburg Rudolffal, így 1369-ben, Margit halálakor a Habsburgok szerezték meg Tirolt. 1500-ban kihalt a Meinhardiak görzi ága is, az ő birtokaikat, Lienz-cel és a Puster-völggyel együtt I. (Habsburg) Miksa császár örökölte meg, és egyesítette Tirol Hercegesített Grófságával. A Habsburgok egészen 1918-ig Tirol urai maradtak.

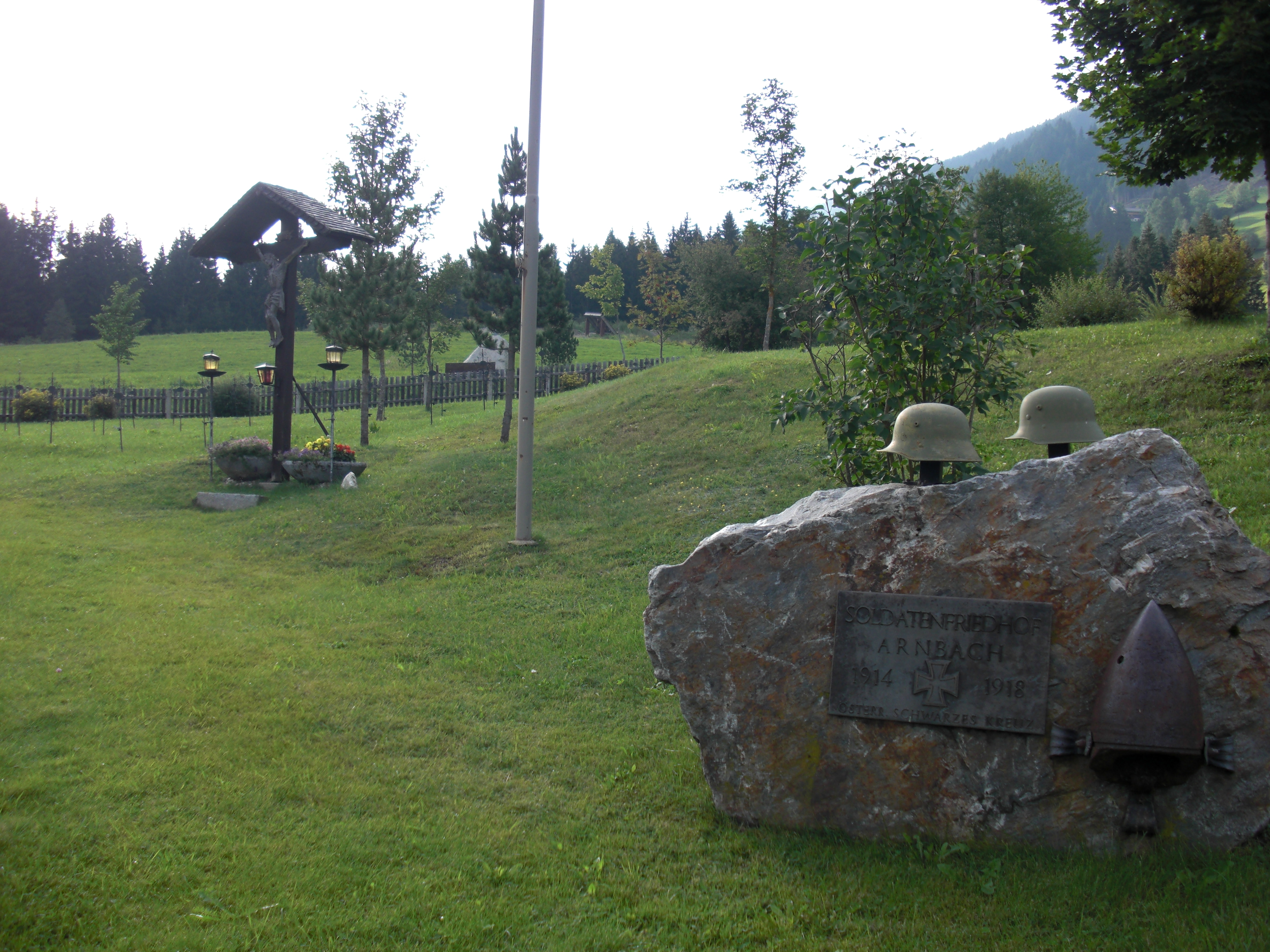
Katonatemető Arnbach határfaluban

Az első világháború során az Olasz Királyság haderejének egyik fontos stratégiai célja az volt, hogy áttörjenek a Dolomitokon és kijussanak a Puster-völgybe, onnan a Brenner-hágón át Tirol belsejébe. Az 1915–18 között folyó magashegyi háborúban az osztrák területvédő egységek ezt sikeresen megakadályozták. 1918 végén, az Osztrák–Magyar Monarchia haderejének összeomlása és a padovai fegyverszünet aláírása után a Puster-völgyön keresztül vonultak vissza az osztrák hegyi csapatok, hogy elkerüljék a fogságba esést, nyomukban a Tirolt elözönlő olasz csapatokkal. A mai osztrák–olasz államhatárt az 1919-es saint-germaini békeszerződés alapján húzták meg. Bár a szerződés eredetileg a vízválasztót jelölte meg a határvonalként, a Toblachi-mezőt keresztülvágva, de az Olasz Királyság – katonai biztonsági indoklással – megszállta Innichent és még további területeket a vízválasztótól keletre is. A völgyet kettévágó államhatár helyét ténylegesen a Puster-völgy egyik szűkületében rögzítették, Winnebach (Prato alla Drava) és Sillian között, a Helm (Elmo) hegy lábánál.

## Közlekedése

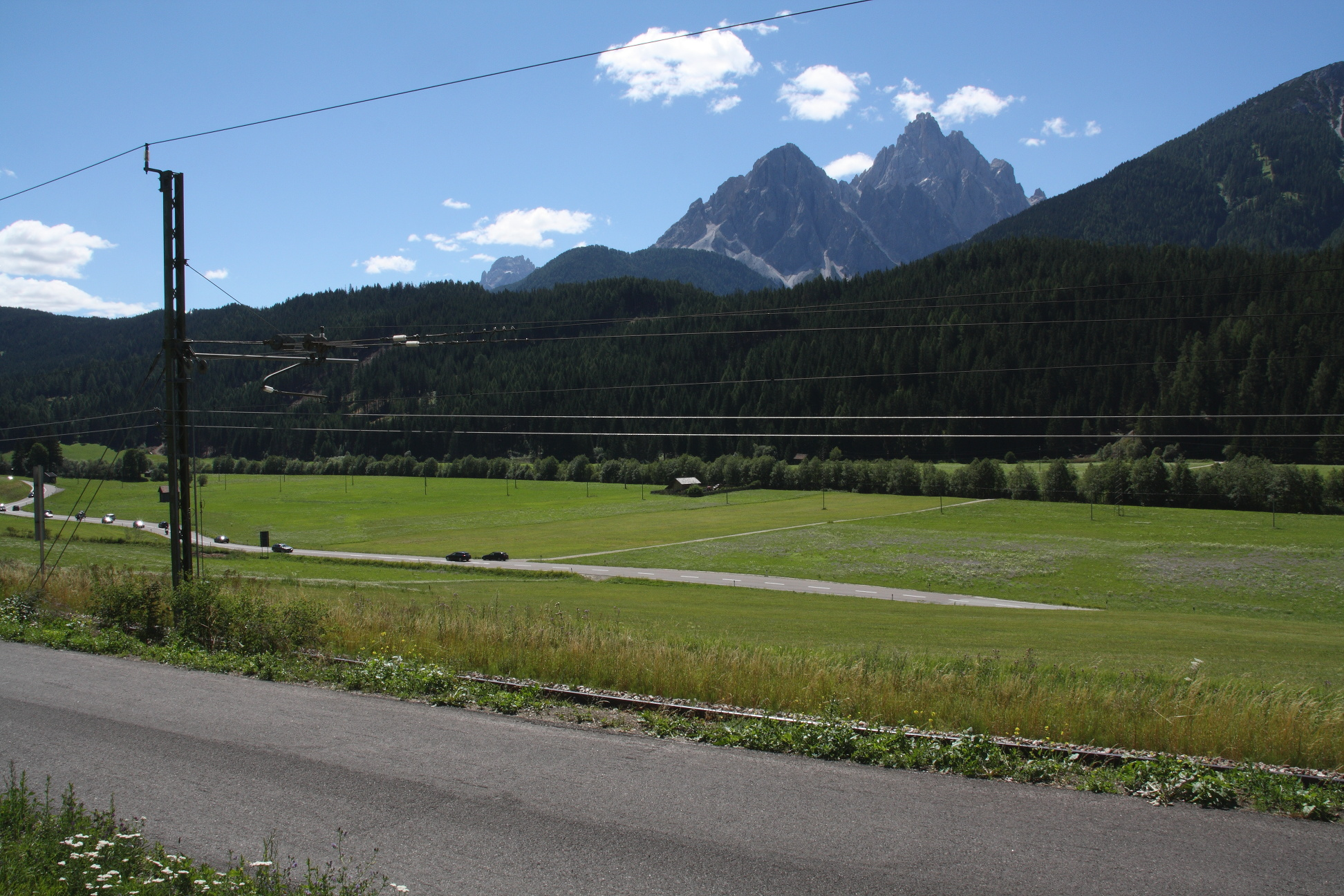
A Dráva-menti kerékpárút, a Puster-völgyi vasút és közút Toblach közelében. Háttérben a Dreischusterspitze (Cima di Tre Scarperi), a Sexteni-Dolomitokban

A Puster-völgy teljes hosszában korszerű autóút fut végig. A völgy keleti, ausztriai részében a B-100 jelű Dráva-völgyi szövetségi főútvonal (Drautalstraße), nyugati, olaszországi szakaszán az SS-49 állami főútvonal, a Pustre-völgy útja (Strada Statale della Pusteria). Mindkét útvonalszakasz az E66-os európai útvonal része. Az osztrák B-100-as Dráva-völgyi út kelet felé Villachig folytatódik. Az olasz Puster-völgyi út nyugaton az Eisack folyó völgyébe vezet, itt Brixentől (Bressanone) északra becsatlakozik az olasz A22-es Brenner-autópályába.
A vasúti forgalom a völgy osztrák szakaszán a Dráva-völgyi vasút (Drautalbahn) halad egészen a dél-tiroli vízválasztóig, Innichenig, innen az olasz Puster-völgyi vasút (Pustertalbahn / Ferrovia della Val Pusteria) halad nyugat felé Franzensfestéig, itt csatlakozik a Brenner-vasútvonalhoz.
A Puster-völgy keleti részén, a Dráva völgyében megépült a Dráva-menti kerékpárút (Drauradweg / Ciclabile della Drava), amelynek e szakasza a folyó forrásától, Toblachtól indul, és Innichenen át Lienz-ig halad, onnan tovább a folyó mentén Karintia és Maribor felé. Teljes, összefüggő útvonallá való kiépítése folyamatban van.